# Русский Ишим
Русский Ишим — село в Городищенском районе Пензенской области России. Административный центр Русско-Ишимского сельсовета.

## География
Село находится в восточной части Пензенской области, в лесостепной зоне, на берегах реки Ишимки, к северу от автотрассы М5, на расстоянии примерно 11 километров (по прямой) к западу-юго-западу (WSW) от города Городище, административного центра района. Абсолютная высота — 211 метров над уровнем моря.
Климат
Климат характеризуется как континентальный, с холодной зимой и жарким летом. Среднегодовая температура — 3,1 °C. Средняя температура воздуха самого холодного месяца (января) составляет −12,9 °C; самого тёплого месяца (июля) — 19 °C. Годовое количество атмосферных осадков — 673 мм, из которых 415 мм выпадает в период с апреля по октябрь. Снежный покров держится в среднем 146 дней.

## Население
| 1709 | 1718 | 1864 | 1877  | 1897  | 1911 | 1926 |
| ---- | ---- | ---- | ----- | ----- | ---- | ---- |
| 476  | ↘321 | ↗914 | ↗1086 | ↗1189 | ↘725 | ↗912 |
| 1930 | 1939 | 1959 | 1970  | 1979  | 1989 | 1996 |
| ↘900 | ↘740 | ↘480 | ↘363  | ↘316  | ↗424 | ↘354 |
| 2002 | 2010 |      |       |       |      |      |
| ↗372 | ↘333 |      |       |       |      |      |

Половой состав
По данным Всероссийской переписи населения 2010 года в гендерной структуре населения мужчины составляли 46,8 %, женщины — соответственно 53,2 %.
Национальный состав
Согласно результатам переписи 2002 года, в национальной структуре населения русские составляли 84 % из 372 чел.